# Salix nivalis
Salix nivalis — вид квіткових рослин із родини вербових (Salicaceae).

## Морфологічна характеристика
Це рослина 0.01–0.04 метра заввишки (карликова, утворює клонові килимки кореневищами). Стебла прямі чи виткі. Гілки жовто-бурі чи червоно-бурі, голі чи запушені; гілочки жовто-бурі чи червоно-бурі, голі чи волосисті. Листки на ніжках 1.5–7 мм; найбільша листкова пластина від еліптичної до широко-еліптичної, 6–22 × 4–15 мм; краї злегка закручені, цілі (залозисто-крапчасті); верхівка опукла чи закруглена; абаксіальна (низ) поверхня гола чи з довгими шовковистими волосками; адаксіальна поверхня злегка блискуча, гола; молода пластинка гола. Сережки: тичинкові 7–19 × 2.5–6 мм, маточкові 7–21 × 2–9 мм. Коробочка 3–4 мм. 2n = 38. Цвітіння: кінець червня — кінець серпня.

## Середовище проживання
Канада (Альберта, Британська Колумбія); США (Каліфорнія, Колорадо, Айдахо, Монтана, Невада, Нью-Мексико, Орегон, Юта, Вашингтон, Вайомінг). Населяє альпійська тундра, озерні улоговини, скелясті схили та хребти, звалища; 1900–4000 метрів.